# Cribralaria fragilis
Cribralaria fragilis är en mossdjursart som beskrevs av Powell 1967. Cribralaria fragilis ingår i släktet Cribralaria och familjen Cribrilinidae. Inga underarter finns listade i Catalogue of Life.